# ام‌وی آتل‌کویین (۱۹۴۲)
ام‌وی آتل‌کویین (۱۹۴۲) (به انگلیسی: MV Athelqueen (1942)) یک کشتی بود که طول آن ۴۶۵ فوت ۶ اینچ (۱۴۱٫۸۸ متر) بود. این کشتی در سال ۱۹۴۲ ساخته شد.